# VolleyLigaen 2014-2015 (maschile)
La VolleyLigaen danese di pallavolo maschile 2014-2015 si è svolta dal 7 ottobre 2014 al 28 aprile 2015: al torneo hanno partecipato otto squadre di club danesi e la vittoria finale è andata per la quarta volta al Gentofte Volley.

## Regolamento

### Formula
Le squadre hanno disputato un girone all'italiana, con gare di andata e ritorno: al termine della regular season:
- Le prime sei classificate hanno acceduto ai play-off scudetto strutturati in quarti di finale (a cui non hanno partecipato le prime due classificate), giocati al meglio di due vittorie su tre gare, semifinali, giocate al meglio di tre vittorie su cinque gare, finale terzo posto, giocata al meglio di due vittorie su tre gare, e finale, giocata al meglio di tre vittorie su cinque gare.
- Le due sconfitte ai quarti di finale dei play-off scudetto e le ultime due classificate hanno acceduto ai play-off per il quinto posto strutturati in una fase a girone, con gare di andata e ritorno: l'ultima classificata è stata retrocessa in 1. Division.
- La penultima classificata dei play-off per il quinto posto e la sconfitta dei play-off promozione della 1. Division hanno acceduto ai play-out struttarati in una finale, giocata con gare di andata e ritorno (nel caso di una vittoria a testa si è tenuto conto del quoziente set, analogamente nel caso dello stesso quoziente set si è tenuto conto del quoziente punti): se la squadra vincitrice è risultata essere quella militante in VolleyLigaen questa è restata nella massima categoria, se invece la squadra vincitrice è risultata essere quella militante in 1. Division questa è stata promossa in VolleyLigaen e quella militante in VolleyLigaen è stata retrocessa in 1. Division.

### Criteri di classifica
Se il risultato finale è stato di 3-0 o 3-1 sono stati assegnati 3 punti alla squadra vincente e 0 a quella sconfitta, se il risultato finale è stato di 3-2 sono stati assegnati 2 punti alla squadra vincente e 1 a quella sconfitta.
L'ordine del posizionamento in classifica è stato definito in base a:
- Punti;
- Numero di partite vinte;
- Ratio dei set vinti/persi;
- Ratio dei punti realizzati/subiti.

## Squadre partecipanti
Al campionato di VolleyLigaen 2014-15 hanno partecipato otto squadre: quelle neopromosse dalla 1. Division sono state l'Ishøj Volley, vincitrice dei play-off promozione, e il DHV Odense, vincitrice dello spareggio dei play-off promozione; una squadra che ha avuto il diritto di partecipazione, ossia l'Holte IF, ha rinunciato all'iscrizione: al posto di questa è stata ripescata l'Aalborg HIK Volleyball.
| Club           | Città      | Palazzetto                      | Stagione precedente                                                         |
| -------------- | ---------- | ------------------------------- | --------------------------------------------------------------------------- |
| Aalborg        | Aalborg    | Aalborg Stadionhal Aalborg      | 7ª in VolleyLigaen                                                          |
| Gentofte       | Gentofte   | Kildeskovshal 1 Gentofte        | 2ª in VolleyLigaen                                                          |
| Hvidovre       | Hvidovre   | Frihedens Idrætscenter Hvidovre | 6ª in VolleyLigaen                                                          |
| Ishøj          | Ishøj      | Ishøj Idrætscenter Ishøj        | 1ª in 1. Division (girone est) Vincitrice play-off promozione               |
| Middelfart     | Middelfart | Lillebæltshallen Middelfart     | 3ª in VolleyLigaen                                                          |
| DHV Odense     | Odense     | Dalumhallen Odense              | 1ª in 1. Division (girone ovest) Vincitrice play-off promozione (spareggio) |
| Marienlyst     | Odense     | Marienlyst Centret Odense       | Campione di Danimarca                                                       |
| Randers Volley | Randers    | Statsskolens Idrætshal Randers  | 5ª in VolleyLigaen                                                          |

## Torneo

### Regular season

#### Risultati
| Girone di andata |                      |     |                                   |
|                  |                      |     |                                   |
| 07-10            | Hvidovre-Gentofte    | 3-2 | 15-25, 25-18, 23-25, 25-15, 18-16 |
| 11-10            | Middelfart-Randers   | 3-2 | 22-25, 22-25, 25-17, 25-13, 15-11 |
| 12-10            | Ishøj-M. Odense      | 3-1 | 25-21, 23-25, 25-16, 25-22        |
| 14-10            | M. Odense-Middelfart | 2-3 | 24-26, 25-17, 18-25, 25-12, 11-15 |
| 18-10            | Randers-D. Odense    | 3-0 | 25-19, 25-22, 25-20               |
| 18-10            | Gentofte-Aalborg     | 3-0 | 25-19, 25-18, 25-22               |
| 19-10            | Hvidovre-Aalborg     | 3-1 | 25-16, 23-25, 25-11, 25-23        |
| 23-10            | D. Odense-Aalborg    | 3-0 | 25-16, 25-12, 25-18               |
| 26-10            | Middelfart-Ishøj     | 3-2 | 25-20, 22-25, 27-25, 21-25, 22-20 |
| 28-10            | Gentofte-Middelfart  | 3-2 | 25-19, 25-27, 25-21, 23-25, 15-12 |
| 08-11            | Gentofte-D. Odense   | 3-1 | 25-12, 24-26, 25-23, 25-13        |
| 08-11            | Aalborg-Middelfart   | 0-3 | 18-25, 13-25, 16-25               |
| 09-11            | Randers-Hvidovre     | 0-3 | 15-25, 17-25, 18-25               |
| 15-11            | M. Odense-Randers    | 3-0 | 25-15, 25-19, 25-11               |
| 15-11            | Ishøj-Hvidovre       | 2-3 | 25-20, 14-25, 25-13, 22-25, 12-15 |
| 16-11            | Hvidovre-D. Odense   | 3-0 | 25-20, 25-18, 25-17               |
| 18-11            | Randers-Ishøj        | 1-3 | 21-25, 25-16, 18-25, 16-25        |
| 25-11            | M. Odense-Gentofte   | 3-0 | 28-26, 25-22, 25-17               |
| 29-11            | Aalborg-Ishøj        | 1-3 | 25-15, 13-25, 12-25, 14-25        |
| 29-11            | D. Odense-Middelfart | 0-3 | 21-25, 16-25, 17-25               |
| 29-11            | Gentofte-Randers     | 3-0 | 25-13, 25-9, 25-20                |
| 30-11            | M. Odense-Hvidovre   | 3-0 | 25-15, 25-13, 25-16               |
| 06-12            | Randers-Aalborg      | 3-0 | 25-12, 25-13, 25-23               |
| 06-12            | Ishøj-D. Odense      | 3-0 | 25-20, 25-16, 25-13               |
| 09-12            | Middelfart-Hvidovre  | 3-1 | 25-22, 24-26, 25-21, 25-18        |
| 09-12            | D. Odense-M. Odense  | 0-3 | 22-25, 21-25, 18-25               |
| 13-12            | Ishøj-Gentofte       | 0-3 | 12-25, 18-25, 20-25               |
| 14-12            | M. Odense-Aalborg    | 3-0 | 25-22, 25-22, 25-8                |

| Girone di ritorno |                      |     |                                   |
|                   |                      |     |                                   |
| 15-01             | Aalborg-Randers      | 3-2 | 26-28, 25-18, 23-25, 25-19, 15-11 |
| 16-01             | Gentofte-Hvidovre    | 3-0 | 25-18, 25-15, 25-19               |
| 17-01             | Randers-Gentofte     | 2-3 | 25-22, 25-20, 17-25, 14-25, 13-15 |
| 17-01             | Middelfart-D. Odense | 3-0 | 25-10, 25-14, 25-13               |
| 17-01             | Ishøj-Aalborg        | 3-0 | 25-23, 25-18, 25-16               |
| 18-01             | Hvidovre-M. Odense   | 0-3 | 21-25, 12-25, 23-25               |
| 22-01             | Middelfart-Gentofte  | 3-2 | 23-25, 25-19, 25-20, 16-25, 16-14 |
| 22-01             | Aalborg-M. Odense    | 0-3 | 13-25, 8-25, 19-25                |
| 24-01             | Hvidovre-Middelfart  | 0-3 | 24-26, 17-25, 6-25                |
| 24-01             | D. Odense-Ishøj      | 0-3 | 22-25, 22-25, 20-25               |
| 27-01             | Hvidovre-Randers     | 1-3 | 20-25, 25-15, 21-25, 24-26        |
| 29-01             | Aalborg-D. Odense    | 2-3 | 25-23, 27-25, 21-25, 20-25, 16-18 |
| 31-01             | Gentofte-Ishøj       | 3-2 | 21-25, 21-25, 25-23, 25-17, 15-10 |
| 05-02             | Middelfart-M. Odense | 3-2 | 23-25, 25-15, 25-22, 22-25, 15-12 |
| 07-02             | Aalborg-Gentofte     | 0-3 | 16-25, 18-25, 20-25               |
| 07-02             | Ishøj-Randers        | 3-0 | 25-18, 25-21, 25-20               |
| 07-02             | D. Odense-Hvidovre   | 2-3 | 16-25, 27-25, 23-25, 25-22, 13-15 |
| 10-02             | M. Odense-Ishøj      | 3-1 | 26-24, 25-15, 22-25, 25-14        |
| 13-02             | Randers-M. Odense    | 0-3 | 17-25, 20-25, 19-25               |
| 14-02             | Aalborg-Hvidovre     | 0-3 | 25-19, 25-16, 25-18               |
| 15-02             | D. Odense-Gentofte   | 0-3 | 20-25, 19-25, 20-25               |
| 15-02             | Randers-Middelfart   | 1-3 | 17-25, 26-24, 13-25, 15-25        |
| 17-02             | Gentofte-M. Odense   | 1-3 | 29-31, 21-25, 25-14, 21-25        |
| 19-02             | M. Odense-D. Odense  | 3-0 | 25-14, 25-17, 25-20               |
| 20-02             | Ishøj-Middelfart     | 0-3 | 18-25, 29-31, 24-26               |
| 21-02             | D. Odense-Randers    | 3-1 | 25-18, 26-24, 20-25, 26-24        |
| 22-02             | Hvidovre-Ishøj       | 3-2 | 25-27, 25-19, 25-17, 11-25, 16-14 |
| 22-02             | Middelfart-Aalborg   | 3-1 | 25-20, 21-25, 25-20, 25-13        |

#### Classifica
| Pos. | Squadra        | Pt | G  | V  | P  | SV | SP | Ratio | PF    | PS    | Ratio |
| ---- | -------------- | -- | -- | -- | -- | -- | -- | ----- | ----- | ----- | ----- |
| 1.   | Middelfart     | 35 | 14 | 13 | 1  | 41 | 16 | 2.562 | 1 317 | 1 116 | 1.180 |
| 2.   | Marienlyst     | 35 | 14 | 11 | 3  | 38 | 11 | 3.454 | 1 157 | 947   | 1.221 |
| 3.   | Gentofte       | 29 | 14 | 10 | 4  | 35 | 19 | 1.842 | 1 239 | 1 072 | 1.155 |
| 4.   | Hvidovre       | 20 | 14 | 8  | 6  | 26 | 27 | 0.962 | 1 117 | 1 127 | 0.991 |
| 5.   | Ishøj          | 25 | 14 | 7  | 7  | 30 | 24 | 1.250 | 1 193 | 1 136 | 1.050 |
| 6.   | Randers Volley | 12 | 14 | 3  | 11 | 18 | 34 | 0.529 | 1 021 | 1 191 | 0.901 |
| 7.   | DHV Odense     | 9  | 14 | 3  | 11 | 12 | 36 | 0.333 | 957   | 1 132 | 0.845 |
| 8.   | Aalborg        | 3  | 14 | 1  | 13 | 8  | 41 | 0.195 | 896   | 1 176 | 0.761 |

| Qualificata ai play-off scudetto |

### Play-off scudetto

#### Tabellone
|  | Quarti di finale | Quarti di finale | Quarti di finale | Quarti di finale | Quarti di finale |   |   | Semifinali | Semifinali | Semifinali | Semifinali | Semifinali | Semifinali | Semifinali |  |  | Finale | Finale     | Finale | Finale | Finale | Finale | Finale |
|  |                  |                  |                  |                  |                  |   |   |            |            |            |            |            |            |            |  |  |        |            |        |        |        |        |        |
|  | 1                |                  |                  |                  |                  |   |   |            |            |            |            |            |            |            |  |  |        |            |        |        |        |        |        |
|  | 8                |                  |                  |                  |                  |   |   |            |            |            |            |            |            |            |  |  |        |            |        |        |        |        |        |
|  |                  |                  | Middelfart       | 3                | 3                | 3 |   |            |            |            |            |            |            |            |  |  |        |            |        |        |        |        |        |
|  |                  |                  |                  |                  |                  | 3 |   |            |            |            |            |            |            |            |  |  |        |            |        |        |        |        |        |
|  |                  |                  | Hvidovre         | 1                | 1                | 0 |   |            |            |            |            |            |            |            |  |  |        |            |        |        |        |        |        |
|  | 5                | Ishøj            | Hvidovre         | 1                | 1                | 0 | 1 | 0          |            |            |            |            |            |            |  |  |        |            |        |        |        |        |        |
|  | 5                | Ishøj            |                  |                  |                  |   | 1 | 0          |            |            |            |            |            |            |  |  |        |            |        |        |        |        |        |
|  | 4                | Hvidovre         | 3                | 3                |                  |   |   |            |            |            |            |            |            |            |  |  |        |            |        |        |        |        |        |
|  |                  |                  |                  |                  |                  |   |   |            |            |            |            |            |            |            |  |  |        | Middelfart | 2      | 0      | 0      |        |        |
|  |                  |                  |                  | Gentofte         | 3                | 3 | 3 |            |            |            |            |            |            |            |  |  |        |            |        |        |        |        |        |
|  | 3                |                  |                  |                  |                  |   |   |            |            |            |            |            |            |            |  |  |        |            |        |        |        |        |        |
|  | 6                |                  |                  |                  |                  |   |   |            |            |            |            |            |            |            |  |  |        |            |        |        |        |        |        |
|  |                  |                  | Marienlyst       | 0                | 0                | 1 |   |            |            |            |            |            |            |            |  |  |        |            |        |        |        |        |        |
|  |                  |                  |                  |                  |                  | 1 |   |            |            |            |            |            |            |            |  |  |        |            |        |        |        |        |        |
|  |                  |                  | Gentofte         | 3                | 3                | 3 |   |            |            |            |            |            |            |            |  |  |        |            |        |        |        |        |        |
|  | 6                | Randers Volley   | Gentofte         | 3                | 3                | 3 | 0 | 0          |            |            |            |            |            |            |  |  |        |            |        |        |        |        |        |
|  | 6                | Randers Volley   |                  |                  |                  |   | 0 | 0          |            |            |            |            |            |            |  |  |        |            |        |        |        |        |        |
|  | 3                | Gentofte         | 3                | 3                |                  |   |   |            |            |            |            |            |            |            |  |  |        |            |        |        |        |        |        |

#### Risultati
| Quarti di finale |                  |     |                            |
|                  |                  |     |                            |
| 26-02            | Hvidovre-Ishøj   | 3-1 | 27-25, 24-26, 31-29, 25-22 |
| 27-02            | Randers-Gentofte | 0-3 | 21-25, 17-25, 10-25        |

| 04-03 | Hvidovre-Ishøj   | 3-0 | 25-22, 25-23, 25-20 |
| 03-03 | Gentofte-Randers | 3-0 | 25-15, 25-18, 25-14 |

| Semifinali |                     |     |                            |
|            |                     |     |                            |
| 14-03      | M. Odense-Gentofte  | 0-3 | 19-25, 20-25, 17-25        |
| 14-03      | Hvidovre-Middelfart | 1-3 | 19-25, 25-20, 20-25, 16-25 |

| 17-03 | Gentofte-M. Odense  | 3-0 | 25-20, 28-26, 25-15        |
| 19-03 | Middelfart-Hvidovre | 3-1 | 23-25, 25-22, 25-20, 25-17 |

| 22-03 | M. Odense-Gentofte  | 1-3 | 17-25, 16-25, 27-25, 20-25 |
| 22-03 | Middelfart-Hvidovre | 3-0 | 25-22, 25-19, 25-19        |

| Finale terzo posto |                    |     |                            |
|                    |                    |     |                            |
| 15-04              | Hvidovre-M. Odense | 1-3 | 22-25, 25-22, 21-25, 16-25 |
| 19-04              | M. Odense-Hvidovre | 3-0 | 25-20, 28-26, 31-29        |

| Finale |                     |     |                                   |
|        |                     |     |                                   |
| 15-04  | Middelfart-Gentofte | 2-3 | 25-17, 21-25, 16-25, 26-24, 12-15 |
| 17-04  | Gentofte-Middelfart | 3-0 | 25-21, 26-24, 25-17               |
| 21-04  | Middelfart-Gentofte | 0-3 | 18-25, 18-25, 22-25               |

### Play-off 5º posto

#### Risultati
| Prima giornata |                   |     |                            |
|                |                   |     |                            |
| 28-03          | Ishøj-Randers     | 1-3 | 27-29, 23-25, 29-27, 23-25 |
| 07-03          | D. Odense-Aalborg | 3-1 | 18-25, 25-23, 25-20, 25-19 |

| Seconda giornata |                   |     |                                  |
|                  |                   |     |                                  |
| 21-03            | Randers-D. Odense | 3-2 | 25-9, 23-25, 20-25, 25-22, 15-10 |
| 21-03            | Aalborg-Ishøj     | 0-3 | 14-25, 24-26, 23-25              |

| Terza giornata |                 |     |                            |
|                |                 |     |                            |
| 12-03          | Ishøj-D. Odense | 3-1 | 23-25, 25-13, 25-16, 25-16 |
| 07-04          | Randers-Aalborg | 3-1 | 23-25, 25-16, 25-21, 25-16 |

| Quarta giornata |                    |     |                                  |
|                 |                    |     |                                  |
| 22-03           | Randers-Ishøj      | 1-3 | 19-25, 25-17, 20-25, 19-25       |
| 22-03           | Aalborg-DHV Odense | 3-2 | 28-30, 25-15, 25-16, 16-25, 15-9 |

| Quinta giornata |                   |     |                     |
|                 |                   |     |                     |
| 18-04           | D. Odense-Randers | 0-3 | 19-25, 19-25, 23-25 |
| 11-04           | Ishøj-Aalborg     | 3-0 | 25-12, 25-16, 25-21 |

| Sesta giornata |                 |     |                            |
|                |                 |     |                            |
| 16-04          | D. Odense-Ishøj | 3-1 | 25-19, 25-27, 25-23, 28-26 |
| 16-04          | Aalborg-Randers | 0-3 | 17-25, 14-25, 12-25        |

#### Classifica
| Pos. | Squadra        | Pt | G | V | P | SV | SP | Ratio | PF  | PS  | Ratio |
| ---- | -------------- | -- | - | - | - | -- | -- | ----- | --- | --- | ----- |
| 1.   | Randers Volley | 15 | 6 | 5 | 0 | 16 | 7  | 2.285 | 545 | 467 | 1.167 |
| 2.   | Ishøj          | 14 | 6 | 4 | 0 | 14 | 8  | 1.750 | 538 | 472 | 1.139 |
| 3.   | DHV Odense     | 9  | 6 | 2 | 4 | 11 | 14 | 0.785 | 513 | 572 | 0.896 |
| 4.   | Aalborg        | 2  | 6 | 1 | 5 | 5  | 17 | 0.294 | 427 | 512 | 0.833 |

| Qualificata ai play-out | Retrocessa in 1. Division |

### Play-out
| Finale |                  |     |                     |
|        |                  |     |                     |
| 25-04  | Lyngby-D. Odense | 3-0 | 25-19, 25-18, 25-14 |
| 28-04  | D. Odense-Lyngby | 3-0 | 30-28, 25-20, 25-19 |

## Classifica finale
| Pos | Squadra        | Qualificazione        |
| --- | -------------- | --------------------- |
|     | Gentofte       | Challenge Cup 2015-16 |
| 2   | Middelfart     |                       |
| 3   | Marienlyst     |                       |
| 4   | Hvidovre       |                       |
| 5   | Randers Volley |                       |
| 6   | Ishøj          |                       |
| 7   | DHV Odense     | 1. Division 2015-16   |
| 8   | Aalborg        | 1. Division 2015-16   |